# Aaron McCarey
Aaron McCarey (* 14. Januar 1992 in Monaghan) ist ein irischer Fußballspieler.

## Karriere
Der Torwart entstammt der Jugend von Monaghan United. 2009 spielte er in der ersten Mannschaft von Monaghan in der League of Ireland First Division. 2010 wechselte er in die englische Premier League zu den Wolverhampton Wanderers. Er konnte sich allerdings nicht als Stammspieler etablieren und wurde mehrfach ausgeliehen, 2011 an den AFC Telford United, 2012 und 2013 an den FC Walsall. Im September 2013 hatte McCarey sein erstes Spiel für Wolverhampton in der Johnstone’s Paint Trophy. Danach wurde er an York City ausgeliehen. Anfang 2014 kehrte er zu den Wanderers zurück und wurde in fünf Ligaspielen eingesetzt. Nach einem positiven Dopingtest wurde McCarey für vier Monate gesperrt. Danach wurde er erst an den FC Portsmouth und dann an den FC Bury ausgeliehen. Im Sommer 2016 wechselte McCarey nach Schottland zu Ross County. Nach zwei Jahren verließ er Schottland und schloss sich Warrenpoint Town an. Dort blieb er allerdings nur vier Monate. Es folgten zwei Jahre in Irland bei Dundalk FC. Seit Januar 2021 steht McCarey bei Cliftonville FC unter Vertrag.
McCarey durchlief bis zur U-21 alle irischen Jugend- und Juniorennationalmannschaften und nahm an der U-19-Europameisterschaft 2011 teil, bei der Irland erst im Halbfinale gegen den späteren Sieger Spanien ausschied.